# Linval Thompson
Linval Thompson (Kingston, Jamaica, 1954. október 2.) reggae és dub zenész és hanglemezproducer.
Thompson felvételei képezik Scientist a legismertebb dub albumainak az alapját. Producerként Dennis Brown, Eek-a-Mouse, Freddie McGregor művészekkel dolgozott közösen. Legismertebb száma az  „I Love Marijuana”, amely a 2004-es Eurotrip című filmben is szerepelt.

## Külső hivatkozások
- SNWMF bio of Linval Thompson Archiválva 2007. október 8-i dátummal a Wayback Machine-ben